# 蔡旭哲
蔡 旭哲（さい きょくてつ、1976年5月 - ）は、中華人民共和国の軍人（大校）、中国国家航天局の宇宙飛行士。中国共産党党員。

## 経歴
1976年5月、河北省衡水地区深県（現在の深州市）蔡張村で生まれる。西安交通大学管理学院工業工程学科を卒業。1995年9月に中国人民解放軍入隊。1998年5月に中国共産党入党。2010年5月に中国第二回宇宙飛行士に入選した。2022年6月、神舟14号飛行任務乗組に入選した。